# Saison 1923-1924 de la PCHA
Saison précédente
La saison 1923-1924 est la treizième et dernière saison de l'Association de hockey de la Côte du Pacifique (souvent désignée par le sigle PCHA en référence à son nom anglais : Pacific Coast Hockey Association), ligue de hockey sur glace d'Amérique du Nord. Chacune des trois équipes qui disputent la saison joue trente rencontres dont huit contre des équipes de la Western Canada Hockey League (WCHL) ; à la fin du calendrier, les Metropolitans de Seattle sont la meilleure équipe de la saison régulière mais sont battus en séries éliminatoires par les Maroons de Vancouver.

## Contexte
La ligue adopte une nouvelle règle qui limite la largeur des jambières des gardiens de but à 12 pouces, soit 305 mm, et interdit à ses derniers d'intervenir derrière leur but. Les Aristocrats de Victoria changent de nom et deviennent les Cougars.

## Saison régulière

### Résultats des matchs
| Date   | Visiteurs | Score              | Locaux    | Lieu de la rencontre |
| ------ | --------- | ------------------ | --------- | -------------------- |
| 12-nov | Seattle   | 3-2                | Vancouver | Vancouver            |
| 14-nov | Victoria  | 6-7 (2 s P)        | Seattle   | Seattle              |
| 16-nov | Vancouver | 1-5                | Victoria  | Victoria             |
| 19-nov | Victoria  | 1-7                | Vancouver | Vancouver            |
| 21-nov | Vancouver | 1-3                | Seattle   | Seattle              |
| 23-nov | Seattle   | 2-4                | Victoria  | Victoria             |
| 26-nov | Saskatoon | 4-7                | Vancouver | Vancouver            |
| 30-nov | Saskatoon | 1-7                | Victoria  | Victoria             |
| 3-déc  | Saskatoon | 2-2                | Vancouver | Vancouver            |
| 5-déc  | Calgary   | 7-5                | Seattle   | Seattle              |
| 7-déc  | Calgary   | 3-1                | Victoria  | Victoria             |
| 10-déc | Seattle   | 2-3                | Regina    | Regina               |
| 10-déc | Victoria  | 3-1                | Edmonton  | Edmonton             |
| 12-déc | Seattle   | 1-4                | Regina    | Winnipeg             |
| 12-déc | Victoria  | 3-9                | Saskatoon | Saskatoon            |
| 14-déc | Vancouver | 0-1                | Calgary   | Calgary              |
| 14-déc | Victoria  | 2-4                | Regina    | Regina               |
| 14-déc | Saskatoon | 2-1                | Seattle   | Moose Jaw            |
| 17-déc | Vancouver | 2-3                | Edmonton  | Edmonton             |
| 17-déc | Victoria  | 1-4                | Regina    | Winnipeg             |
| 17-déc | Seattle   | 1-2                | Saskatoon | Saskatoon            |
| 19-déc | Seattle   | 4-5                | Edmonton  | Edmonton             |
| 19-déc | Vancouver | 1-4                | Saskatoon | Saskatoon            |
| 21-déc | Vancouver | 4-3                | Regina    | Regina               |
| 21-déc | Victoria  | 3-2 (2 min P)      | Saskatoon | Winnipeg             |
| 21-déc | Seattle   | 1-3                | Calgary   | Calgary              |
| 25-déc | Victoria  | 1-3                | Vancouver | Vancouver            |
| 26-déc | Vancouver | 5-2                | Seattle   | Seattle              |
| 28-déc | Vancouver | 1-2                | Victoria  | Victoria             |
| 1-jan  | Seattle   | 4-2                | Vancouver | Vancouver            |
| 2-jan  | Victoria  | 1-2                | Seattle   | Seattle              |
| 4-jan  | Seattle   | 2-3 (15 s P)       | Victoria  | Victoria             |
| 7-jan  | Edmonton  | 1-4                | Vancouver | Vancouver            |
| 9-jan  | Edmonton  | 1-4                | Seattle   | Seattle              |
| 11-jan | Edmonton  | 4-2                | Victoria  | Victoria             |
| 14-jan | Victoria  | 4-3 (26 s P)       | Vancouver | Vancouver            |
| 16-jan | Calgary   | 2-3                | Seattle   | Seattle              |
| 18-jan | Calgary   | 7-3                | Victoria  | Victoria             |
| 21-jan | Seattle   | 1-9                | Regina    | Regina               |
| 21-jan | Calgary   | 4-3                | Vancouver | Vancouver            |
| 23-jan | Vancouver | 4-3                | Victoria  | Seattle              |
| 23-jan | Seattle   | 3-8                | Saskatoon | Saskatoon            |
| 25-jan | Vancouver | 1-2                | Victoria  | Victoria             |
| 25-jan | Seattle   | 3-2                | Edmonton  | Edmonton             |
| 28-jan | Regina    | 5-4 (7 min 35 s P) | Vancouver | Vancouver            |
| 28-jan | Seattle   | 4-5                | Calgary   | Calgary              |
| 30-jan | Regina    | 1-2                | Seattle   | Seattle              |
| 1-fév  | Regina    | 2-1                | Victoria  | Victoria             |
| 4-fév  | Regina    | 4-6                | Vancouver | Vancouver            |
| 6-fév  | Seattle   | 4-2                | Vancouver | Vancouver            |
| 7-fév  | Vancouver | 2-3                | Regina    | Regina               |
| 8-fév  | Seattle   | 4-1                | Victoria  | Victoria             |
| 9-fév  | Vancouver | 3-4                | Saskatoon | Saskatoon            |
| 11-fév | Victoria  | 4-1                | Seattle   | Vancouver            |
| 11-fév | Vancouver | 3-1                | Edmonton  | Edmonton             |
| 13-fév | Vancouver | 2-1 (1 min 52 s P) | Calgary   | Calgary              |
| 14-fév | Edmonton  | 7-1                | Seattle   | Seattle              |
| 15-fév | Edmonton  | 2-5                | Victoria  | Victoria             |
| 18-fév | Victoria  | 3-4                | Calgary   | Calgary              |
| 20-fév | Vancouver | 0-3                | Seattle   | Seattle              |
| 20-fév | Victoria  | 1-2                | Regina    | Regina               |
| 22-fév | Seattle   | 4-2                | Vancouver | Victoria             |
| 22-fév | Victoria  | 3-4                | Saskatoon | Saskatoon            |
| 25-fév | Seattle   | 0-6                | Vancouver | Vancouver            |
| 25-fév | Victoria  | 1-1                | Edmonton  | Edmonton             |
| 27-fév | Victoria  | 1-7                | Calgary   | Calgary              |

### Classement
| Équipe                     | PJ | V  | D  | N | BP | BC  |
| -------------------------- | -- | -- | -- | - | -- | --- |
| Metropolitans de Seattle   | 30 | 14 | 16 | 0 | 84 | 99  |
| Millionnaires de Vancouver | 30 | 13 | 16 | 1 | 87 | 80  |
| Rosebuds de Portland       | 30 | 11 | 18 | 1 | 78 | 103 |

## Coupe Stanley
Afin d'accéder directement à la finale de la Coupe Stanley, une série entre le vainqueur de la PCHA et de la WCHL est organisée. Les Maroons de Vancouver s'inclinent contre les Tigers de Calgary 3-1, 3-5 et 1-3. Les Maroons disputent ensuite un nouveau match contre les vainqueurs de la LNH pour la deuxième place de finaliste et sont à nouveau battus 2-3 et 1-2.